# Georg Friedrich Seiler

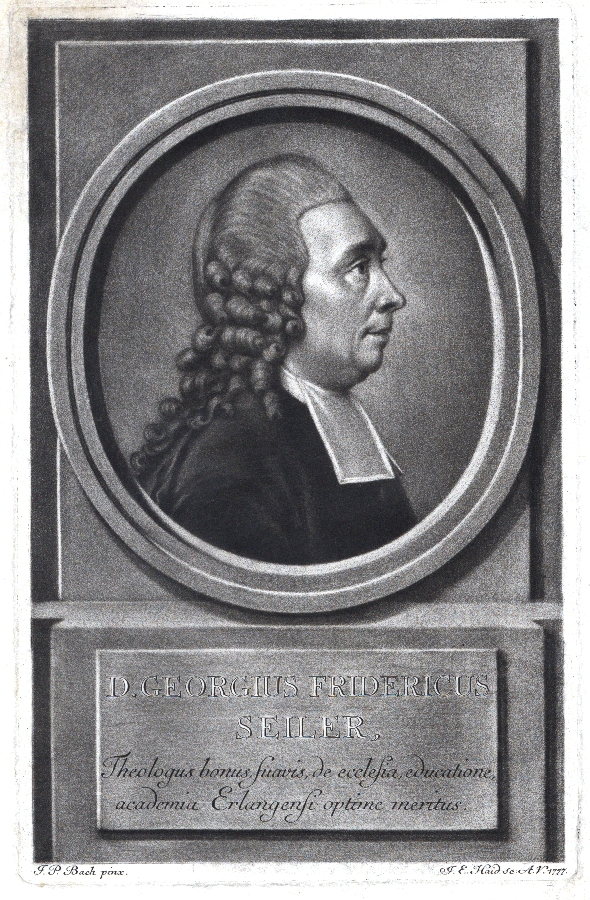
Georg Friedrich Seiler

Georg Friedrich Seiler (* 24. Oktober 1733 in Creußen; † 13. Mai 1807 in Erlangen) war ein deutscher evangelischer Theologe und Hochschullehrer.

## Leben
Georg Friedrich Seiler wurde als Sohn von Georg Balthasar (1702–1742), Krugmacher und dessen Ehefrau Christiana Catharina (1708–1764), eine Tochter des Schlossermeisters Conrad Hammeran, geboren. 1743 heiratete seine Mutter ein zweites Mal und so wurde Jacob Eyrich (1722–1762), ebenfalls Krugmacher, sein Stiefvater. Georg Friedrich Seiler hatte noch einen leiblichen Bruder, zwei leibliche Schwestern und vier Stiefbrüder.
Georg Friedrich Seiler heiratete 1762 in Neustadt bei Coburg Eleonora Wilhelmina Juliana (1740–1805), eine Tochter des Chirurgen Christoph Conrad Baumann (1694–1754). Gemeinsam hatten sie zwei Söhne:
- Georg Christian Friedrich Seiler (1764–1834), Jurist und Rat im Herzogtum Sachsen-Coburg-Saalfeld;
- Burkhard Wilhelm Seiler (1779–1843), Professor der Chirurgie und Anatomie an der Universität Wittenberg, Mitglied der Académie nationale de médecine in Paris.

Er besuchte ab 1745 das Seminarium und ab 1747 das Gymnasium in Bayreuth und begann 1754, unterstützt durch das Fladensteinische Stipendium, ein Studium der Theologie und Philosophie sowie orientalische Sprachen, Mathematik, Naturwissenschaften und Geschichte an der Universität Erlangen und hörte Vorlesungen bei Caspar Jacob Huth (1711–1760), Joachim Ehrenfried Pfeiffer, Johann Martin Chladni, Georg Peter Zenckel, Johann Paul Reinhard (1722–1779) und Simon Gabriel Suckow (1721–1786). Nach dem Studium begleitete er von 1758 bis 1761 als Hofmeister einen Adligen an die Universität Tübingen und hörte Vorlesungen bei Johann Friedrich Cotta, Johann Gottlieb Faber, Israel Gottlieb Canz, Otto Christian von Lohenschiold, und Harpprecht; er predigte öfter in der Tübinger Stadtkirche. Er legte 1762 das theologische Examen ab, wurde daraufhin ordiniert und erhielt ein Diakonat in Neustadt bei Coburg. Am 5. November 1764 erhielt er von der philosophischen Fakultät zu Erlangen die Doktorwürde, und an der Kreuzkirche in Coburg die Predigerstelle. 1765 wechselte er als Pfarrer nach Coburg und wurde 1767 Hofdiakon und Gymnasialprofessor in Bayreuth.
1770 folgte er einem Ruf an die Universität Erlangen und wurde vierter Professor der Theologie; am 2. Mai 1770 hielt er seine Antrittsvorlesung. 1771 erfolgte seine Promotion zum Dr. theol. und im Laufe der Zeit wurde er sechsmal Prorektor an der Universität sowie Mitglied der Kirchenleitung. 1772 setzte er sich dafür ein, dass ein Predigerseminar gegründet wurde, in diesem Jahr wurde er zum dritten theologischen Professor sowie zum Universitätsprediger ernannt.
Er lehnte mehrfach Rufe an andere Universitäten, unter anderem die Universitäten Göttingen und Leipzig, sowie in hohe Kirchenämter nach Hannover (Generalsuperintendent), Frankfurt am Main und Lübeck ab. Hierfür wurde er durch die Regierung der Markgrafschaft Bayreuth mit Gehaltserhöhungen, Titeln und Ämtern belohnt.
1773 erfolgte seine Ernennung zum Geheimen Kirchenrat, 1775 erhielt er eine wirkliche Konsistorialstelle in Bayreuth mit dem Dezernat über das gesamte Schulwesen des Fürstentums Bayreuth. 1775 wurde er zum Ersten Wirklichen Konsistorialrat ernannt. 1776 initiierte er die Gründung des Erlanger Armeninstituts sowie 1779 die Gründung der Bibelanstalt, die er dann auch für die Verbreitung seiner Schriften nutzte. 1779 wurde er zweiter und 1788 erster ordentlicher Professor der Theologie in Erlangen, im gleichen Jahr erfolgte seine Ernennung zum Superintendenten, zum ersten Prediger in der Stadtkirche und Scholarch des Gymnasiums. Er war Direktor des Instituts der Moral und der schönen Wissenschaften.

## Mitgliedschaften
Georg Friedrich Seiler wurde 1755 Mitglied der Königlichen Deutschen Gesellschaft in Königsberg. und 1793 deren Ehrenmitglied.
Seit 1776 war er Mitglied der Societas Suecana pro fide et christianismo in Stockholm.
Weitere Mitgliedschaften bestanden in der Gesellschaft für den Glauben zu Stockholm und die Gesellschaft zur Verteidigung der christlichen Religion in Haag.

## Schriften (Auswahl)
- Baireuth, der Künste Sitz, unter der Regierung Friedrichs; Lobgedicht auf Friedrich, Markgrafen zu Brandenburg. Erlangen 1757.
- Wilh. Robertsons Geschichte von Schottland unter den Regierungen der Königin Maria u. des Königs Jacob VI. bis auf die Zeit, da der Letztere den englischen Thron bestieg, nebst einem Abriße der Schottischen Historie vor diesem Abschnitte; aus dem Englischen übersetzt, mit einer Kritik eines vornehmen Engländers, auch einigen eigenen Anmerkungen, Erläuterungen u. Vorrede begleitet. Ulm und Leipzig 1762.
- Betrachtung über die neue philosophische Darstellung der Dreyeinigkeit, welche Prof. Meyer in Halle geliefert hat, oder Entwickelung der Frage: Sind die göttlichen Personen Substanzen, Accidenzien, oder keines von beyden? Breslau 1765.
- Die wichtige Sache des geistlichen Redners; ein Lehrgedicht. Coburg 1767.
- Einige der wichtigsten Ursachen, warum uns Gott das Gebet so nachdrücklich empfohlen hat; Predigt. Baireuth 1767.
- Die grossen Wirkungen des Zeugnißes des heiligen Geistes in den Glaubigen; Predigt. Baireuth 1768.
- Demosthenes für die Krone. Lysias Trauerlobrede. Aus dem Griechischen. Coburg 1768.
- Der Geist und die Gesinnungen des Vernunftmäßigen Christenthums, zur Erbauung. Coburg 1769. Wurde ins Schwedische, Dänische und Ungarische übersetzt.
- Predigten zur Befestigung im Glauben und heiligen Wandel. Baireuth 1769.
- Progr. ad morum eorundemque doctrinae historiam animadversiones theologicae lib. Erlangen.1770.
- Diss. Animadversiones theologicae ad morum eorumdemque doctrinae historiam. Erlangen. 1771.
- Wie ungemein viel die Gottesfurcht dazu beytrage, daß ein Volk gesegnet und glücklich sey; Erndtepredigt. Erlangen 1772.
- Kurze Geschichte der geoffenbarten Religion, vornehmlich zum gemeinen Gebrauche für solche Christen, welche keine Theologen sind. Mit Kupfern u. Landkarten. Erlangen 1772. Wurde ins Holländische, Schwedische und Ungarische übersetzt.
- Religion der Unmündigen. Erlangen 1772. Erschien französisch: Albert Hollard: La religion des petits enfants; Latein: Andreas Samuel Geßner: Initia doctrinae christianae accomodatae ad pueritiae captum. Holländisch von Isaac van Nuyssenburg, Utrecht 1775. Dänisch 1776. Ungarisch 1777. Schwedisch 1779. Böhmisch für Katholiken von Alexander Parizeck, Prag 1780. Böhmisch für Protestanten von W. Thonn, Prag 1785. Polnisch von J. F. Januzza 1785.
- Leben Christi nach den vier Evangelisten, in kurzen Sätzen. Erlangen 1773.
- Progr. quatenus boni motus spiritus s. vi in hominum animis excitati a bonis naturae motibus discerni possunt. Erlangen 1773.
- Einige Gedanken von der frühen Bildung künftiger Prediger. (Ankündigung des Predigerseminariums). Erlangen 1773.
- Anrede, als dem Prinzen Maximilian Julius Leopold, Herzog von Braunschweig Lüneburg, das Diploma der Friedrichs Alexandrinischen Akademie übergeben wurde. Erlangen 1773.
- Kurze Nachricht von dem Institut der Moral u. schönen Wissenschaften. Erlangen 1773.
- Kurzer Inbegriff der Kirchengeschichte des neuen Testamentes in Tabellen. Erlangen 1773. Wurde von György ins Ungarische übersetzt.
- Theologia dogmatico polemica, cum compendio historiae dogmatum succinctae, in usum praelectionum academicarum adornata. Erlangen 1774.
- Doctrinae christianae compendium, gymnasiis atque scholis scriptum. Erlangen 1774.
- Lehrgebäude der evangelischen Glaubens und Sittenlehre, beydes sowohl zum Unterricht der Jugend, als zur erbaulichen Wiederholung der Religionswahrheiten für den gemeinen Mann. Erlangen 1774.
- Progr. de difficultatibus Arianismi subtilioris, inprimis Clarkiani. Erlangen 1774.
- Predigten; in der Sammlung erbaulicher Predigten. Nürnberg 1774.
- Progr. Christologia Justini martyris. Erlangen 1775.
- Ueber die Gottheit Christi; für Gläubige und Zweifler. Leipzig bei Schwickart 1775.
- Progr. ad Diss. inaug. Johann Georg Rosenmüller; Christologia Tatiani, Athenagorae, Theophili Antiocheni. Erlangen 1775.
- Kleiner und historischer Catechismus, oder erste Grundlage zum Unterricht in der biblischen Geschichte, und in der evangelischen Glaubens und Sittenlehre. Baireuth bei. Lübek 1775.
- Der Segen einer Stadt aus einer wohl eingerichteten Armenfürsorge; Predigt. Mit einer Beylage: Plan u. Anzeige der in Erlangen zu errichtenden Armen-Schul- u. Erziehungs Kasse. Erlangen 1776.
- Kurze Apologie des Christenthums, nebst einem Entwurf der Religion eine christlichen Philosophen. Erlangen 1776. Wurde in das Holländische übersetzt, Amsterdam 1784 und in das Dänische, Kopenhagen 1780
- Wie die, von den Predigern anzustellende öftere Besuche der teutschen Schulen beschaffen seyn müssen, wenn der erwünschte Nutzen hervorgebracht werden soll. Erlangen 1776.
- Pr. super Jacobi morituri verba Gen. 49, 10. ib. eod. 34. Gemeinnützige Betrachtungen der neuesten Schriften, welche Religion, Sitten u. Besserung des menschlichen Geschlechts betreffen; in Vereinigung mit einer Gesellschaft von Gottesgelehrten. Erlangen. Fünfundzwanzig Jahrgänge 1776–1800.
- Progr. vere in Christum credentes omnes justificari non ad vitam aeternam praedestinatos solum. Erlangen 1777.
- Pr. ad. Diss. inaug. Gr. Schlegel: Justificationis a praedestinatione discrepantia. Erlangen 1777.
- Ueber den Unterschied der Rechtfertigung und Prädestination; eine Abhandlung, im Nahmen u. mit Beystimmung der theologischen Fakultät zu Erlangen, nebst einer Beantwortung der, von Ernst Jakob Danov dieser Abhandlung entgegen gesetzten Schriften. Erlangen 1777.
- Ueber die Unterweisung der Jugend im Christenthum, besonders beym Gebrauch meiner Lehrbücher, nebst einem Plan über die Einrichtung teutscher Stadt u. Landschulen. Baireuth 1777.
- Predigt über die Worte Pauli: Seyd Niemand Nichts schuldig. Erlangen 1778.
- Progr. Animadversionum ad Psychologiam sacram. Partic. I. Erlangen 1778.
- Vorrede zu Johann Heinrich Martin Ernesti praktische. Unterweisung in den schönen Wissenschaften. Nürnberg 1778.
- Anhang von einigen Andachten zu dem Geist u. den Gesinnungen des Vernunftmäßigen Christenthums, nebst Morgen u. Abend Gebeten. Coburg 1778.
- Ueber den Versöhnungstod Jesu Christi. Erster Theil. Erlangen 1779.
- Ueber den Versöhnungstod Jesu Christi. 2ter Theil, nebst der Lehre von der Rechtfertigung des Menschen vor Gott, und von der Erbsünde. Erlangen 1779. 2. Auflage nebst einer Abhandlung vom natürlichen Verderben des Menschen, von Freyheit u. Rechtfertigung. Erlangen 1782. Ins Holländische übersetzt Rotterdam 1799.
- Von der Erbsünde, und dem natürlichen Verderben des Menschen. Erlangen 1779.
- Theologisch kritische Betrachtungen neuer Schriften; in Vereinigung mit einer Gesellschaft von Gottesgelehrten verfaßt, Acht Jahrgänge. Erlangen 1779–1786.
- Vorrede zu Johann Heinrich Martin Ernesti moralisch praktischen Lehrbuch der schönen Wissenschaften für Jünglinge. Nürnberg 1779.
- Das Bahrdtische Glaubensbekenntniß widerlegt, von Joh. Salomo Semler u. s. w. und wie dieß alles enthalten ist in den gemeinnützigen Betrachtungen. Erlangen 1779.
- Predigten; in Waldau Sammlungen vorzüglicher Predigten. Nürnberg 1780.
- A. b. c. Tabelle für Kinder, um ihnen solches spielend beyzubringen. Erlangen 1780.
- Gebete für Studierende, vornehmlich in Gymnasien. Erlangen 1780.
- Die heilige Schrift des Alten Testaments im Auszug, samt dem ganzen Neuen Testament; nach Luthers Uebersetzung, mit Anmerkungen. Erlangen 1781. Wurde von Jean-Jacques Meynier und Jakob Franz Agassiz 1784 ins Französische übersetzt.
- Das Neue Testament übersetzt, und mit Anmerkungen erläutert. Erlangen 1782.
- Versuch einer christlich evangelischen Liturgie. Erlangen 1782.
- Sonn und Festtagsgebete, zum Privat u. öffentlichen Gottesdienste. Erlangen 1782.
- Kleines biblisches Erbauungsbuch, oder die biblischen Historien, mit erklärenden kurzen Andachten u. Gebeten. Erlangen 1782. Erschien auch Französisch 1788.
- Zum Versuch einer Verbesserung der christlich evangelischen Liturgie. Erster Anhang. Erlangen 1783. 2ter Anhang, auch unter dem Titel: Erbauliche Betrachtungen über die Leidensgeschichte Jesu. Erlangen 1784.
- Jesaias; aus dem Hebräischen übersetzt und mit Anmerkungen erläutert. Erlangen 1783. In das Holländische übersetzt 1784.
- Theses theologicae dogmaticae. Compendium minus in usum praelectionum academicarum. Erlangen 1783.
- Grundsätze zur Bildung künftiger Volks u. Jugendlehrer, Prediger, Catecheten u. Pädagogen. Erlangen 1783.
- Progr. ad Diss. inaug. Wilhelm Friedrich Hufnagel: De divinis notionibus cogitationibusque ab humanis in interpretandis vaticiniis caute discernendis. Erlangen 1783.
- Pr. De vaticiniorum universam aliquam temporis periodum complectentium justa interpretandi ratione. Erlangen 1783.
- Predigt von der weisen Güte des Allmächtigen im Winter. Erlangen 1784.
- Das Christenthum durch Wahrheit, nicht durch Täuschung gegründet. Dessau 1784. Neue Auflage unter dem Titel: Jesus Christus, der Wahrheitslehrer, kein Volkstäuscher. Erlangen 1787.
- Die Psalmen; aus dem Hebräischen übersetzt, u. zum gemeinen Gebrauch herausgegeben. Erlangen 1784.
- Liturgisches Magazin, als eine Fortsetzung des liturgischen Versuchs. Erlangen 1784.
- Schreiben an die Prediger u. Schullehrer, wegen seines Bibelwerks. Erlangen 1785.
- Die brüderliche Duldung, eine der ersten Pflichten gegen Gott und gegen den Staat; Predigt. Erlangen 1785.
- Versuch eines Plans zu Schullehrer Seminarien für die protestantischen Länder. Aus den gemeinnützigen Betrachtungen dieses Jahres abgedruckt. Erlangen 1787.
- Das größere biblische Erbauungsbuch. Erlangen Bibelanstalt 1786.
- Die Gesinnungen des Christen bey ungewissen Sagen von bevorstehenden schröcklichen Bewegungen der Natur; Predigt. Erlangen 1786.
- Festfragen; eine Beylage zum Catechismus. Erlangen 1786.
- Denkmal der grossen Güte, die Gott Christian-Erlangen im ersten Jahrhundert, von dessen Erbauung an, erwiesen hat. Erlangen 1786.
- Allgemeine Sammlung liturgischer Formulare der evangelischen Kirchen. Erlangen 1786.
- Denkmal der Liebe und Hochachtung, D. Joachim Ehrenfried Pfeiffer gesetzt. Erlangen 1787.
- Pr. de Christo, omnium rerum Domino et gubernatore. Erlangen 1789.
- Religion in Liedern. Erlangen 1788.
- Biblische Religion und Glückseligkeits Lehre. Erlangen 1788.
- Ueber das Königl. Preußische Religionsedikt von 9. Jul. 1788 verschiedene Urtheile, mit Anmerkungen. Erlangen 1788.
- Catechetisches Methodenbuch. Erlangen 1789. Für katholische Seelsorger umgearbeitet von August Friedrich Ortmann. Wien bei Doll 1802.
- Schulmethodenbuch. Erlangen 1789.
- Ueber das wahre thätige Chistenthum, einige Gebete u. Cummunionandachten. Erlangen 1789.
- Biblischer Catechismus; ein Auszug aus der biblischen Religion u. Glückseligkeitslehre, für kleinere Kinder. Erlangen 1789.
- Allgemeines Lesebuch für den Bürger und Landmann; zum Gebrauch in Stadt und Landschulen. Erlangen 1790. Nach der fünften Auflage wurde dieses Lesebuch von Pfarrer Franz Xaver Sauer für katholische Schulen herausgegeben.
- Pr. de argumento quodam ad religionis revelatae veritatem comprobandam ex Dei veri cultorum victoria petendo. Erlangen 1790.
- Kleine christliche Kirchen und Reformationsgeschichte, nebst wesentlichen Inhalt der Augsburgischen Confession. Erlangen 1790.
- Schullehrer Bibel. Des Neuen Testamentes erster Theil erstes Stück. Erlangen 1790.
- Fibel, zum Gebrauch bey den ersten Leseübungen. Erlangen 1790.
- Neues Buchstabier und Lesebuch, mit der ersten Grundlage menschlicher Erkenntniß. Erlangen 1791. Wurde in das Französische übersetzt 1797.
- Junkheim’s Charakter und Verdienste. Erlangen 1791.
- Neue Eidesverwarnungen, zum Gebrauch in Gerichten, nebst Johann Christoph Georg Bodenschatz Unterricht für den Judeneid. Erlangen 1791.
- Pr. de regni a vatibus divinis Messiae ipsiusque populo promissi vera natura atque indole. Erlangen 1791.
- Einleitung zum leichtern Verständniß der prophetischen Schriften des alten Bundes. Erlangen 1792.
- Progr. de terrae conflagratione et novi coeli novaeque terrae instauratione. Erlangen 1792.
- Pr. de vaticinorum causis atque finibus. Erlangen 1792.
- Opuscula theologica. Collectio I. (enthält mehrere der früher einzeln erschienenen Dissertationen). Erlangen 1793.
- Schulgebete für Stadt und Landschulen. Erlangen 1793.
- Die Weissagung, und ihre Erfüllung, aus der heiligen Schrift dargestellt. Erlangen 1794.
- Pr. de revelationis et inspirationis discrimine rite constituendo. Erlangen 1794.
- Der vernünftige Glaube an die Wahrheit des Christenthums, durch Gründe der Geschichte und praktischen Vernunft bestättiget. Erlangen 1795.
- Christus an in operibus suis mirabilibus efficiendis arcanis usus sit remediis? Erlangen 1795.
- Zum Gedächtniß von Buirette. Kurze Geschichte des Instituts der Moral und der schönen Wissensch. Erlangen 1795.
- Ueber die Rechte und Freyheiten protestantischer Prediger in liturgischen Sachen. Erlangen 1795.
- Progr. ad Diss. inaug. Henr. Car. Alex. Haenlein: Discussio quaestionis, utrum ex Jesu sermonibus in Evangelistarum commentariis obviis, quae unice vera sint religionis ipsius dogmata, intelligi possit, et dijudicari debeat? Erlangen 1795.
- Ueber die göttlichen Offenbarungen, vornehmlich die, welche Jesus und seine Gesandten empfangen haben. Erlangen 1796.
- Schullehrer Bibel des alten Testaments. Erlangen 1796.
- Pr. Deus, an, quod multi contendunt, Domini potissimum forma et nomine se sub oeconomia Mosis describi curaverit? unde  sensus Israelitarum servilis sit derivandus, inquiritur. Erlangen 1796.
- Progr. de nov. Test. locis quibusdam erroneae doctrinae de angelorum vi et dignitate, Christi dignitatem superante, oppositis. Erlangen 1797.
- Die Fragen der zweifelnden Vernunft: Ist Vergebung der Sünde möglich? Ist Begnadigung durch Christum zu hoffen? Beantwortet. Erlangen 1798.
- Pr. Jesum corpore pariter atque anima in coelum assumtum esse, an argumentis possit probari fide dignis? Erlangen 1798.
- Die Religion nach Vernunft und Bibel in ihrer Harmonie, vornehmlich für Studierende, dann auch für Leser, die einige Fertigkeit im Denken haben. Erlangen 1798.
- Moral der Vernunft und der Bibel, für die zum eigenen Nachdenken zu bildende Jugend, vornehmlich in den obern Klassen der Gymnasien und ähnlicher Lehranstalten. Erlangen 1799.
- Kurzer Inbegriff der Religion nach Vernunft und Bibel; ein Lehrbuch für Studierende, dann auch für andere erwachsene junge Leute, die zum Selbstdenken über die Religion angeleitet werden sollen. Erlangen 1799.
- Pr. Jesus, an miracula suis ipsius viribus ediderit, et si hoc, quid inde sequatur. Erlangen 1799.
- Pr. Apostolorum spes veniendi ad Christum in coelis versantem, an et ad nos et ad omnes pertineat homines, qui vitam aeternam consequuntur? Erlangen 1800.
- Biblische Hermeneutik, oder Grundsätze und Regeln zur Erklärung der heil. Schrift des alten und neuen Testaments. Erlangen 1800.
- Geist und Kraft der Bibel für die Jugend, auch vielleicht für Erwachsene zur Wiederholung der biblischen Religions u. Sittenlehre. Erster Theil, das alte Testament. Erlangen 1800.
- Geist und Kraft der Schriften des neuen Testaments, zum Selbstunterricht u. zur Erbauung für Christen von allen Confessionen, in einem Auszug zusammengefaßt. Erlangen 1801.
- Dankbare Erinnerung an die wichtigsten Wohlthaten, welche die Einwohner von Christian Erlangen seit Entstehung der Stadt von Gott empfangen haben; Predigt. Erlangen 1801.
- Gespräche von Gott und Jesu. Eine Anleitung, Kinder über die allgemeinen Grundwahrheiten der christlichen Religion frühezeitig nachdenken zu lehren. Erlangen 1801.
- Ueber die Unterweisung der Catechumenen zur Vervollkommung u. Erleichterung derselben; einige Vorschläge. Erlangen 1802.
- Leitfaden zum Unterricht der Catechumenen; ein Anhang zum Catechismus. Erlangen 1802.
- Pr. de necessitate mali moralis hypothetica. Erlangen 1802.
- Pr. de malae voluntatis ratione et originibus. Erlangen 1802.
- Das Zeitalter der Harmonie der Vernunft u. der biblischen Religion; eine Apologie des Christenthums, gegen Thomas Payne und seines gleichen in Teutschland. Leipzig. bei Crusius 1802.
- Der kleinste Catechismus für die Kleinen, zur Anregung sittlicher Gefühle, für Kinder von 5 bis 7 Jahren, zur Vorbereitung auf jeden andern Catechismus. Erlangen 1803.
- An Eltern und Lehrer. Einige Worte über die Pflicht und rechte Art des frühen Religionsunterrichts für Kinder. Erlangen 1803.
- Charakter einer wahren Christin, die ihre Frömmigkeit mit Leben und mit Thaten bewiesen hat, der weil. Frau geheimen Räthin Buirette von Oehlefeld geb. Freyin von Eib. Leipzig 1803.
- Pr. de corpore Christi glorificato. Erlangen 1803.
- Grundsätze der evangelischen Religion und Moral für Kinder. Erlangen 1803.
- Nachricht von einer Verwahrungs und Rettungsanstalt für Badende auf der K. Friedrich Alexanders Universität Erlangen. Erlangen 1803.
- Progr. de vero Jesu Christi mortui in vitam reditu ad redimendum et emendandum genus humanum necessario. Erlangen 1804.
- Progr. de tempore et ordine, quibus tria Evagelia priora canonia scripta sint. Erlangen 1805.
- Uebersetzung der Schriften des Neuen Testamentes, mit beygefügten Erklärungen dunkler und schwerer Stellen. Erlangen 1806.
- Von der Verfassung der Erlangischen Universität, und von dem Institut der Moral daselbst. Erlangen 1805.
- Allgemeines Liederbuch für Christen, zur Beförderung einer geistvollen Erbauung. Erlangen 1807.